# Salsa Picante
Salsa Picante ist eine deutsche Salsa-Band.

## Geschichte
Salsa Picante wurde 1981 in Düsseldorf von Thomas Kukulies, Georg Corman, Günther Rink und Martin Hesselbach gegründet und hatte am 30. Mai desselben Jahres bereits den ersten öffentlichen Auftritt.
1983 tourte sie durch Kuba und veröffentlichte das erste Album A Bailar la Salsa mit dem venezolanischen Sänger Alberto Romero. 1984 wurde die Band in Deutschland mit dem Preis des Deutschen Rundfunks ausgezeichnet. Im selben Jahr folgten gemeinsame Auftritte mit Irakere, Rubén Blades und Tito Puente.
1986 waren sie Special Guests bei Eddie Palmieri. Die Band tourte durch 30 Städte in Deutschland mit insgesamt 150.000 Zuschauern. Das Album Sabrosita erreichte die Top 10 in der niederländischen Hitparade, die Single Rebellate José wurde Nr. 1 der Hitparade in El Salvador.
1987 Fernsehproduktion mit Miguel Algarin und Einspielung des dritten Albums Opus de Salsa, das als erstes Salsa-Album weltweit erstmals auch auf DAT veröffentlicht wurde. 1992 trat die Band in mehreren Radio- und Fernsehsendungen auf, u. a. mit Gastsängerin Yma América Martinez, die 1998 den Bacardi-Werbesong Juegalo komponierte und sang.

## Diskographie
- 1983 A Bailar la Salsa
- 1985 Sabrosita!
- 1987 Opus de Salsa
- 1991 Salsa Picante Live
- 1994 Jubileo
- 1996 Con Alegria
- 2015 Cuban Fantasy